# Nikolaus Becker

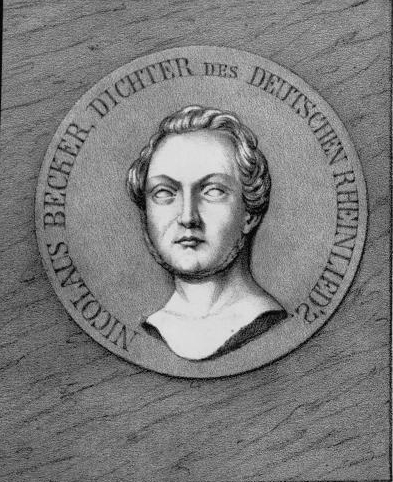
Nikolaus Becker

Nikolaus Becker (auch Nicolaus Becker; * 8. Oktober 1809 in Bonn; † 28. August 1845 in Hünshoven, heute ein Ortsteil von Geilenkirchen) wurde als Dichter des Rheinliedes bekannt.

## Leben

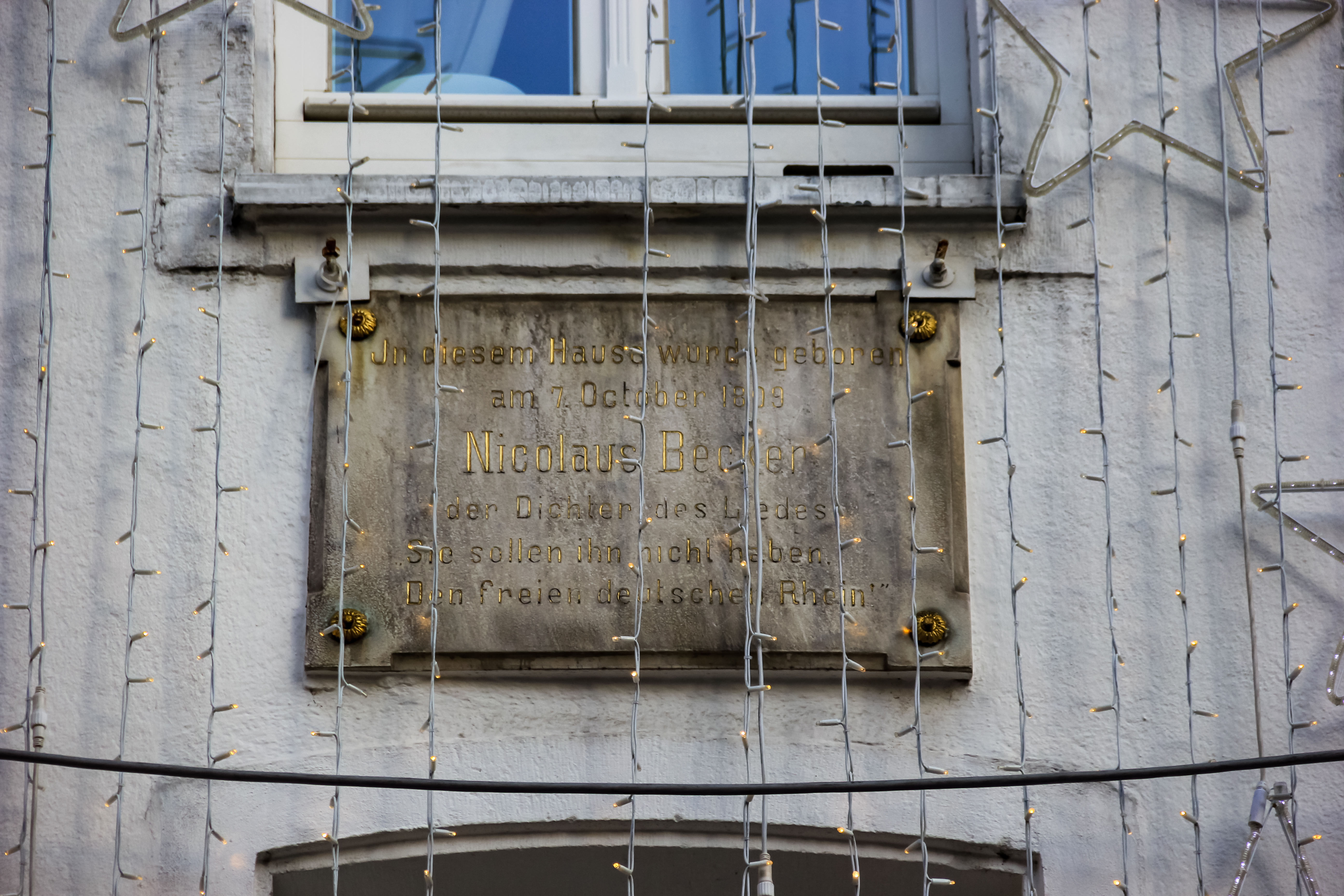
Informationstafel am Geburtshaus von Nikolaus Becker in der Bonner Sternstraße 64

Nikolaus Becker wurde als jüngstes von vierzehn Kindern in Bonn geboren. Seine Eltern waren der Kaufmann und Stadtrat Edmund Becker (1754–1830) und dessen dritte Ehefrau Maria Cäcilia Josepha Henriette DuMont (1773–1835). Ab 1820 besuchte Nikolaus Becker das Gymnasium in Bonn und wechselte dann 1828 nach Düren. Nach seinem Abschluss kehrte er im Jahr 1830 in seine Geburtsstadt zurück und immatrikulierte sich an der Bonner Universität für ein Studium der Rechtswissenschaft. Obwohl er sich während seines Studiums intensiver mit Poesie als mit Jura beschäftigte, bestand er 1832 sein erstes juristisches Staatsexamen. Nach Absolvierung seiner anschließenden einjährigen Militärpflicht trat er als Auskultator in den juristischen Vorbereitungsdienst am Kölner Gerichtshof. Wie aus Briefen hervorgeht, bereitete ihm dies nur wenig Freude. Nach dem Tod der Mutter 1835 zog er zu seiner Stiefschwester nach Hünshoven bei Geilenkirchen. Deren Ehemann, der Gerichtsschreiber am Friedensgericht in Geilenkirchen war, verschaffte dem Schwager dort eine Stelle. Becker kam dies sehr entgegen, da ihm die Tätigkeit genug Freizeit ließ sich zu erholen, weil er unter gesundheitlichen Problemen litt. Inspiriert durch Wanderungen in der Natur entstanden in dieser Zeit die meisten seiner Gedichte.
Am 18. September 1840 erschien in der „Trierischen Zeitung“ sein Gedicht „Der freie Rhein“, nachdem der Verleger Joseph DuMont, ein naher Verwandter seiner Mutter, ihn zur Veröffentlichung bewogen hatte. Erst die Veröffentlichung in der „Kölnischen Zeitung“ im Oktober selben Jahres brachte dem Gedicht, das durch den politischen Hintergrund (Vormärz, Orientkrise und Rheinkrise) den Nerv der Zeit traf, größere Popularität. In dieser Zeit, in der sich von französischer Seite Forderungen auf die linksrheinischen Gebiete mehrten, wurde Becker durch die Veröffentlichung seines Gedichts zum gefeierten Patrioten. Hatte er sich noch kurze Zeit zuvor an seinen Neffen, den Bonner Oberbürgermeister Edmund Oppenhoff gewandt, mit der Bitte, ihm eine besser bezahlte Stelle zu verschaffen, da seine finanzielle Situation so schlecht wäre, wurde Becker nun mit Ehrungen überhäuft. König Friedrich Wilhelm IV. schenkte ihm 1.000 Taler und versprach, ihm eine Stelle bei Gericht zu verschaffen.
So schnell wie sein Ruhm gekommen war, so schnell verblasste er auch wieder. 1841 erschienen seine gesammelten Gedichte mit 72 Gedichten Beckers, wurden jedoch nicht sehr bekannt. Im Juli 1841 trat er eine neue Stelle als Gerichtsschreiber beim Friedensgericht in Köln an, allerdings verschlechterte sich seine Gesundheit zunehmend. Anfang Juli 1845 zog er wieder zu seiner Stiefschwester nach Hünshoven, wo er kurz darauf im Alter von nur 35 Jahren verstarb.

## Rheinlied
Bekannt wurde Becker vor allem durch sein Rheinlied von 1840. Die geläufigsten Verse waren: „Sie sollen ihn nicht haben, den freien, deutschen Rhein, bis eine Flut begraben des letzten Manns Gebein“, welches als ein volkstümlicher Ausdruck des deutschen Nationalgefühls Beifall fand. Mit „sie“ waren die Franzosen gemeint. Das Lied reflektiert die Rheinkrise zwischen Frankreich und dem Deutschen Bund.

### Text
Sie sollen ihn nicht haben,

Den freien deutschen Rhein,

Ob sie wie gier’ge Raben

Sich heiser danach schrein,

Solang er ruhig wallend

Sein grünes Kleid noch trägt,

Solang ein Ruder schallend

In seine Woge schlägt!

Sie sollen ihn nicht haben,

Den freien deutschen Rhein,

Solang sich Herzen laben

An seinem Feuerwein;

Solang in seinem Strome

Noch fest die Felsen stehn,

Solang sich hohe Dome

In seinem Spiegel sehn!

Sie sollen ihn nicht haben,

Den freien deutschen Rhein,

Solang dort kühne Knaben

Um schlanke Dirnen frei’n;

Solang die Flosse hebet

Ein Fisch auf seinem Grund,

Solang ein Lied noch lebet

In seiner Sänger Mund!

Sie sollen ihn nicht haben,

Den freien deutschen Rhein,

Bis seine Flut begraben

Des letzten Manns Gebein!

## Wirkungen
Der preußische „Romantiker auf dem Thron“ Friedrich Wilhelm IV. überwies dem Dichter ein Honorar von 1000 Talern, und König Ludwig I. von Bayern übersandte ihm einen Ehrenpokal. Außerdem war er Ehrenmitglied im Bonner Maikäferbund.
Da das Lied französischen Ansprüchen auf das Rheinland und den Rhein entgegentrat, rief es in Frankreich Erwiderungen hervor. Unter diesen zeichnete sich die von Alfred de Musset Nous l’avons eu, votre Rhin allemand durch Übermut aus, während Lamartines Friedensmarseillaise (1841) versöhnlichere Saiten anschlug.
Vom Rheinlied gab es über 200 Vertonungen, darunter von Robert Schumann. Schumann komponierte sein „patriotisches Lied […] für eine Singstimme und Chor mit Begleitung des Pianoforte“ schon wenige Monate nach Erscheinen des Texts als Beitrag für einen Wettbewerb. Das Werk war zu Schumanns Lebzeiten wegen der eingängigen Melodie sehr erfolgreich, ist heute aber nahezu unbekannt, da das Lied aus politischen Gründen abgelehnt wird.
In Bad Godesberg wurde 1895 eine Straße nach Becker benannt, die bis heute besteht. Weitere Straßenbenennungen gab es in Geilenkirchen, Mainz und Übach-Palenberg.

## Kritik
Heinrich Heine kritisierte den nationalen und gegen Frankreich gerichteten Ton des Liedes und lässt in Deutschland. Ein Wintermärchen seinen „Vater Rhein“ selbst kommentieren:
Zu Biberich hab’ ich Steine verschluckt,

Wahrhaftig sie schmeckten nicht lecker!

Doch schwerer liegen im Magen mir

Die Verse von Niklas Becker.
Von französischer Seite wandte sich der Romantiker Alfred de Musset mit dem Gedicht Le Rhin Allemand gegen Beckers Rheinlied und seinen deutschnationalen Besitzanspruch.

## Denkmal

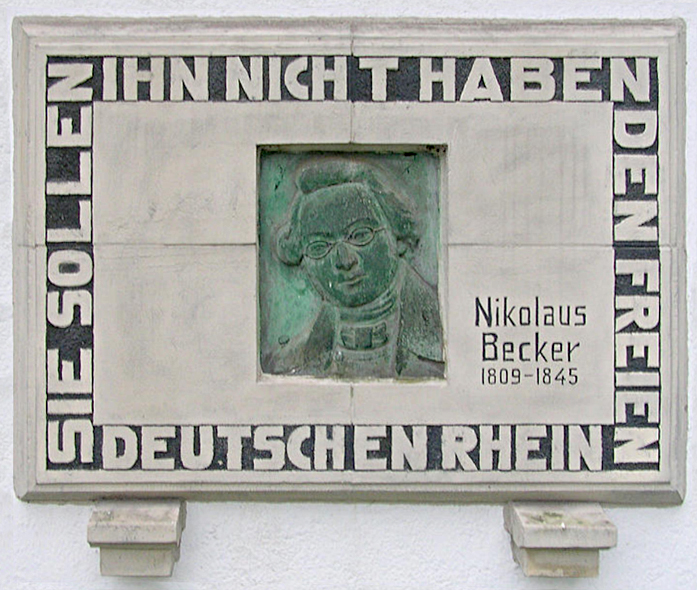
Gedenktafel an der Pfarrkirche von Geilenkirchen-Hünshoven

Der Kölner Bildhauer Heinrich Eschweiler schuf ein Denkmal mit dem Reliefbild des Dichters, das am 13. August 1899 in Geilenkirchen enthüllt wurde. Das Denkmal wurde im Zweiten Weltkrieg zerstört. Nikolaus Beckers Reliefbild wurde aus den Trümmern geborgen und in eine neue Gedenktafel an der Kath. Pfarrkirche St. Johann Baptist in Hünshoven integriert.

## Werke
- Gedichte. DuMont-Schauberg, Köln 1841 (Digitalisat / Digitalisat in der Google-Buchsuche).